# Belle Plaine (Minnesota)
Pour les articles homonymes, voir Belle Plaine.
Belle Plaine est une ville du centre-est du Minnesota.

## Histoire
Le juge auprès la cour suprême du Minnesota, Andrew G. Chatfield, choisi le site en 1853 et le nomma Belle Plaine pour y tenir la cour.
Le site se trouvait être à mi-chemin entre Mendota et Traverse des Sioux,.
De 1868 à 1974, Belle Plaine a été constituée en tant que borough, le seul au Minnesota et en 1974, le borough est érigé en tant que ville.
À partir 1870, l'état permit l'exploitation d'une mine de sel.